# Thomandersiaceae
Thomandersiaceae es una pequeña familia de plantas dicotiledóneas dentro del orden de las lamiales. Incluye un solo género, Thomandersia, y unas seis especies que se distribuyen en el centro y en el oeste de África.
Esta familia ha sido reconocida por sistemas modernos de clasificación, como el sistema APG III de 2009. Anteriormente, el género Thomandersia había sido dispuesto en Acanthaceae o en Schlegeliaceae pero los análisis filogenéticos sobre datos moleculares indican que el mismo constituye un clado monofilético que debe considerarse como una familia separada.

## Descripción
Son árboles o arbustos con hojas usualmente enteras y opuestas cuyo envés está cubierto de glándulas. La inflorescencia es un racimo de flores bastante pequeñas que llevan nectarios extraflorales. Los frutos son cápsulas septicidas muy característicos por el cáliz acrescente y las semillas que se disponen sobre una expansión del funículo con forma de taza.

## Taxonomía
Thomandersia tradicionalmente fue clasificado dentro de la familia Acanthaceae por varios autores, incluyendo el sistema APG I de 1998 y el sistema APG II de 2003 debido a su morfología, como así también dentro de Schlegeliaceae.
El género fue elevado a la categoría de familia por C.P. Sreemadhavan en 1976 y 1977 sobre la base de la anatomía foliar y la morfología del androceo. Más recientemente, ese criterio fue confirmado por el análisis filogenético de datos moleculares.

### Listado de especies
- Thomandersia anachoreta Heine
- Thomandersia butayei De Wild.
- Thomandersia congolana De Wild. & T. Durand
- Thomandersia hensii De Wild. & T. Durand
- Thomandersia laurentii De Wild.
- Thomandersia laurifolia T. Anderson ex Baill.